# 아란 방언

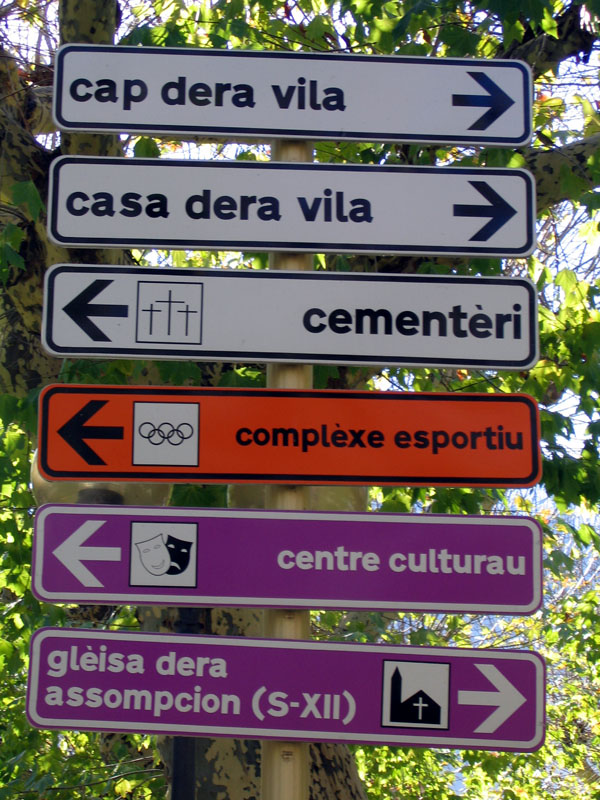
아란어 표지판

아란 방언(Aranés)는 스페인 북서부 카탈루냐 지방의 프랑스와의 국경지대 근처에 있는 발다란( Val d'Aran)지역에서 사용되는 언어로 2006년 8월 9일에 카탈루냐어 및 스페인어와 함께 지역 공용어로 지정되었다. 계통적으로는 프랑스 남부 오크어의 그룹에 속하는 가스콩어와 가까운 방언으로, 여기에 정서법의 표준화를 통해 공식화한 것이다. 한 때, 소멸위기 언어로 분류되기도 했으나, 현재는 상당히 활성화되어 있으며, 학교에서도 가르치고 있다.

## 사용 인구
|                    | 인구수 | 백분율  |
| ------------------ | ------ | ------- |
| 듣고 이해하는 수준 | 6712   | 88.88 % |
| 말하는 수준        | 4700   | 62.24 % |
| 읽는 수준          | 4413   | 58.44 % |
| 쓰는 수준          | 2016   | 26.69 % |

## 같이 보기
- 오크어
- 스페인의 언어